# Ad van den Berg
Adriaan Pieter (Ad) van den Berg (Rotterdam, 18 de março de 1944 - 2023) foi um político e ativista pedófilo neerlandês. Foi presidente da associação Martijn entre 2006 e 2011. Em 2006 foi um dos fundadores do Partido da Caridade, da Liberdade e da Diversidade (PNVD). 
Fez sua primeira aparição pública como representante do PNVD no dia 31 de maio de 2006, diante das câmaras do programa da atualidade NOVA, da televisão neerlandesa. Ad van den Berg explicou os objetivos políticos do seu partido, que incluíam medidas como a redução progressiva da idade de consentimento e a legalização da posse de pornografia infantil. Reconheceu-se como pedófilo e afirmou que nos Países Baixos a pedofilia é "tabu" e permanece "ignorada". 
Em março de 2011 foi arrestado sob a acusação de posse de pornografia infantil. Em 29 de março começou um greve de fome e recusou o seu tratamento de insulina em protesto pela discriminação dos pedófilos, segundo anunciou a associação Martijn no dia 4 de abril através de um comunicado de imprensa. Em 4 de outubro foi condenado a quatro anos de prisão, dos quais oito meses com prorrogação e cinco anos em período de prova.